# Делбърт Ман
Делбърт Мартин Ман (на английски: Delbert Martin Mann) е телевизионен и филмов режисьор. Носител на наградите Златна палма и Оскар за режисурата на „Марти“ (1955). Председател на Гилдията на американските режисьори през 1967 – 1971 г. 

## Биография
Роден е в Лорънс, Канзас, САЩ на 30 януари 1920 г. Завършва Университета Вандербилт в Нашвил, Тенеси и получава магистърска степен в Йейл. Служи като пилот на бомбардировача B-24 през 1944 – 1945 г. по време на Втората световна война.
Работи в телевизията от 1947 г. и режисира над 100 пиеси, като най-известната адаптация се нарича „Марти“ по сценарий на Пади Чайефски. Премества се да живее в Ню Йорк през 1949 г. Режисира други филми като „The Bachelor Party“ (1956), „The Dark at the Top of the Stairs“ (1960).
Женен е за Ан Керълайн Ман от 1941 до 2001 г., когато тя умира. Имат четири деца: Фред, Дейвид, Стивън и Сюзан, като последната умира в катастрофа през 1976 г.
Делбърт Ман умира от пневмония на 87 години в болница в Лос Анджелис на 11 ноември 2007 г.

## Избрана филмография
| Година | Филм                  | Оригинално заглавие | Бележки                 |
| ------ | --------------------- | ------------------- | ----------------------- |
| 1945   | Марти                 | Marty               | Оскар за най-добър филм |
| 1958   | Отделни маси          | Separate Tables     |                         |
| 1959   | Посред нощ            | Middle of the Night |                         |
| 1961   | Любовникът се завръща | Lover Come Back     |                         |